# Кастанье, Берта
Берта Кастанье (исп. Berta Castañé; род. 5 ноября 2002, Сабадель, Барселона) — испанская актриса и модель, известная своей ролью Нурии Веги Вальверде в сериале «Под подозрением» (2015) и Каролины Солосабаль в сериале «Тайна старого моста» (2019—2020).

## Карьера
Берта Кастанье начала свою карьеру в 2013 году в качестве детской модели. Позже она дебютировала на телевидении, сыграв главную роль в сериале «Под подозрением» от телеканала Antena 3. Позже она снималась в телефильмах «Английская испанка» и «Laia». Она также была амбассадором фирмы Hortensia Maeso Girls и, среди прочего, снялась в The Sweet Escape.
В 2016 году она дебютировала в кино с фильмом Вентуры Понса «Oh, quina Joia!». В том же году она снялась в сериале «Big Band Clan» в детской сети Clan TV на испанском телевидении в роли Аны. В 2017 году она начала играть Джулию в каталонском телесериале «Com si fos ahir», а позже вернулась для участия в фильме Вентуры Понса «Мисс Дали» (2018) об истории Сальвадора Дали. В 2019 году она была одной из главных героинь в мини-сериале Netflix «Три Рождества».
В 2019 году она начала играть роль Каролины Солосабаль в сериале телеканала Antena 3 «Тайна старого моста». В 2020 году она сыграла роль Сол в сериале «За стеной».
В 2022 году Берта сыграла роль Габи в сериале от телеканал Netflix «Добро пожаловать в Эдем», об участии в котором уже было объявлено в 2021 году. Также в 2022 году актриса сыграла роль Люсии в сериале телевизионной сети Movistar Plus «Todos mienten» режиссера Пау Фрейшаса. Также в 2022 году Берта снялась в сериале «Heridas».

## Фильмография

### Фильмы
| Год  | Название        | Роль       | Режиссёр     |
| ---- | --------------- | ---------- | ------------ |
| 2016 | Oh, quina joia! | Айна       | Вентура Понс |
| 2018 | Miss Dalí       | Анна Мария | Вентура Понс |